# Giovanni González
Giovanni Alessandro „Gio” González Apud (ur. 20 września 1994 w Montevideo) – urugwajski piłkarz pochodzenia włoskiego występujący na pozycji prawego obrońcy, reprezentant Urugwaju, od 2022 roku zawodnik hiszpańskiej Mallorki.
Jego ojciec Juan González również był piłkarzem.